# William Adams (homme politique britanno-colombien)
Pour les articles homonymes, voir William Adams et Adams.
William Adams (12 mars 1851-1er juillet 1936) est un homme politique canadien de la Colombie-Britannique. Il est député provincial indépendant de la circonscription britanno-colombienne de Cariboo d'une élection partielle en 1893 à 1898.

## Biographie
Né à Dumfries Township (en) dans le Canada-Ouest (Ontario), Adams est le fils d'immigrants écossais. S'établissant à Lightning Creek, il vit de l'élevage de bétail. Il fait l'acquisition du Springfield Ranch (en) qui sera par la suite vendu à sa fille et son beau-fils.
Élu à la suite du décès du député Ithiel Blake Nason, Adams était un soutien au gouvernement de John Herbert Turner.
Adams meurt à Chilliwack en Colombie-Britannique en juillet 1936 à l'âge de 85 ans.